# Juan José Gómez-Hidalgo
Juan José Gómez-Hidalgo Palomo es un político español del Partido Popular del municipio de Torrijos (Toledo). Nació el 23 de febrero de 1971, está casado y tiene dos hijas y un hijo. Es licenciado en Dirección y Administración de Empresas.

## Datos biográficos
Sus primeros estudios los cursó en el Colegio San Gil y el Instituto Alonso de Covarrubias de Torrijos. Tras realizar el COU en Estados Unidos se licenció en Dirección y Administración de Empresas. En 2007 alcanzó el  executive MBA por el Instituto de Empresa.
Laboralmente realizó diversas profesiones, hasta que en 1998 entró en unos laboratorios, primero como director de compras y posteriormente como director de Nuevos Negocios.

### Inicios en la actividad política
En noviembre de 2005 fue elegido presidente de la Junta Local del PP en Torrijos. Durante la legislatura 2003-2007, además de concejal en el Ayuntamiento de Torrijos, ocupó la portavocía del Grupo Municipal Popular en dicho consistorio.

## Alcaldía de Torrijos
Se presentó a las Elecciones Municipales de mayo de 2007 encabezando la candidatura a la Alcaldía de Torrijos por el Partido Popular.
Su política municipal ha sido apostar por las nuevas tecnologías, para lo cual introdujo la tecnología Wifi en casi toda la población, paneles informativos en varios lugares, incorporación a la Red de Bibliotecas de la Región, el teléfono de información municipal 010, la página web del Ayuntamiento o los SMS informativos a los ciudadanos, aspectos que han hecho de Torrijos un referente provincial y regional.
Su frase "hemos hecho más con menos" ha sido muy comentada en ambientes políticos.
Merece destacar entre sus realizaciones hasta la fecha: la Plaza de La Libertad, con la recuperación del Rollo de Villa; la Plaza de Los Descubrimientos; reformas de las rotondas de la carreteras de Gerindote, Novés, así como la iluminación de distintas zonas. Unos de los aspectos que más han destacado han sido las actividades culturales, ya que ha dado participación a las numerosas asociaciones existentes en Torrijos. También hay que destacar las Jornadas Medievales, ya en su cuarto año, las cuales obtienen cada nueva celebración mayor éxito y supone que hayan sido consideradas como de Interés Regional.
Una de las principales preocupaciones durante su mandato fue conseguir que la línea del AVE entre Madrid y Lisboa tuviese una parada en Torrijos. Para ello impulsó una campaña de recogida de firmas entre los vecinos en la que consiguió 6.000 adhesiones. Esta iniciativa provocó una fuerte polémica en la política municipal después de que el PSOE calificara esta iniciativa de incomprensible y manipuladora, ya que el Ministerio de Fomento ya se había comprometido a situar una parada en la localidad. Gómez-Hidalgo respondió a estas acusaciones aclarando que la iniciativa buscaba plasmar por escrito ese compromiso.

## Otras responsabilidades
Además de la alcaldía de Torrijos, ocupa la concejalía de mayores y desde junio de 2007 es diputado provincial de Toledo por la comarca de Torrijos. Dentro del PP ocupa las responsabilidades de vicesecretario de política local de la provincia de Toledo y es miembro de la ejecutiva regional.
En las elecciones municipales de 2011 nuevamente el PP obtuvo la victoria y siendo Juan José nuevamente elegido Alcalde por mayoría absoluta. Posteriormente fue elegido diputado provincial por la comarca de Torrijos, siendo nombrado delegado de Economía y Hacienda, y pasando a formar parte de la Junta Directiva de la institución provincial.